# 荒川町 (川口市)
荒川町（あらかわちょう）は、埼玉県川口市の町名。現行行政地名は荒川町のみ。丁番を持たない単独町名である。住居表示実施地区。郵便番号は332-0029。

## 地理
川口市の南部に位置し、東京都北区と接する。西側を菖蒲川が流れる。

## 歴史

### 沿革
- 1974年（昭和49年）9月1日 - 住居表示の実施により、緑町の一部から荒川町が成立[5]。

## 交通
地内に鉄道は敷設されていないが、京浜東北線川口駅が最寄り駅となっている。

## 施設
- 川口市浮間ゴルフ場
- 荒川運動公園